# Karolinško cesarstvo
Karolinško cesarstvo (francosko Empire carolingien; nemško Karolingisches Reich; italijansko Impero carolingio) je zgodovinsko ime za frankovsko državo in njene države naslednice pod oblastjo dinastije Karolingov v obdobju od leta 800 do 888. Kot začetek obdobja se navaja leto 800, ko se je takratni frankovski kralj Karel Veliki v Rimu okronal za cesarja, in s tem začel obdobje Svetega rimskega cesarstva, oziroma je postal prvi zahodni vladar, ki je po propadu Zahodnega cesarstva prevzel cesarski naslov in končal nominalni monopol Bizanca (Vzhodnega cesarstva) na sklicevanje državnopravne kontinuitete z nekdanjo rimsko državo. Kot konec obdobja se navaja leto 888, ko je umrl Karlov pravnuk Karel III. Debeli, zadnji karolinški vladar, ki je istočasno upravljal z vsemi deli Karlove države.
Del zgodovinarjev meni, da bi pravi konec Karolinškega cesarstva moralo biti leto 843, ko je bilo na osnovi Verdunske pogodbe Frankovsko cesarstvo razdeljeno na tri dele - Zahodno (današnja Francija), Srednjo in Vzhodno (današnja Nemčija), oziroma da je obnova državne enotnosti, do katere je prišlo leta 884 posledica slučaja - smrti vladarja dežele, ki jo je nasledil - in ne poskusa da se ponovno ustvari centralizirana država iz obdobja Karla Velikega. Del zgodovinarjev izraza "Karolinško cesarstvo" ne priznava in meni, da je vprašanje entitet, ki posedujejo državnopravno kontinuiteto s frankovsko državo iz obdobja Merovingov; namesto tega se favorizira izraz "Frankovsko kraljestvo" ali "Frankovsko cesarstvo"; za obdobja po letu 843 ali 888 se favorizirajo izrazi Sveto rimsko cesarstvo, "Nemčija" ali "Francija".